# Рыбно (гмина, Дзялдовский повет)
Рыбно (пол. Rybno) — сельская гмина (волость) в Польше, входит как административная единица в Дзялдовский повет, Варминьско-Мазурское воеводство. Население — 7180 человек (на 2004 год).

## Демография
| Перепись                       | Всего   | Всего | Женщины | Женщины | Мужчины | Мужчины |
| ------------------------------ | ------- | ----- | ------- | ------- | ------- | ------- |
| Единицы                        | человек | %     | человек | %       | человек | %       |
| Население                      | 7180    | 100   | 3588    | 50      | 3592    | 50      |
| Плотность населения (чел./км²) | 48,7    | 48,7  | 24,3    | 24,3    | 24,4    | 24,4    |

## Соседние гмины
1. Гмина Домбрувно
2. Гмина Дзялдово
3. Гмина Гродзично
4. Гмина Лидзбарк
5. Гмина Любава
6. Гмина Плосница